# Candyman (série de films)
Pour le premier film de la saga, voir Candyman.
 Pour plus de détails, voir Fiche technique et Distribution
Candyman est une série de films américains inspirée de la nouvelle The Forbidden de Clive Barker.
Il met en scène le Candyman, qui terrorise les habitants du quartier défavorisé de Cabrini-Green à Chicago depuis des décennies.

## Fiche technique
|                                | Films                                         | Films                                 | Films                            | Films                                                   |
| Candyman (1992)                | Candyman 2 (1995)                             | Candyman 3 : Le Jour des morts (1999) | Candyman (2021)                  |                                                         |
| ------------------------------ | --------------------------------------------- | ------------------------------------- | -------------------------------- | ------------------------------------------------------- |
| Titre québécois (si différent) | Candyman, le spectre maléfique                |                                       | Candyman 3: L'artiste de la mort | NC                                                      |
| Titre original (si différent)  |                                               | Candyman: Farewell to the Flesh       | Candyman: Day of the Dead        |                                                         |
| Réalisateurs                   | Bernard Rose                                  | Bill Condon                           | Turi Meyer                       | Nia DaCosta                                             |
| Scénaristes                    | Bernard Rose                                  | Rand Ravich                           | Al Septien                       | Jordan Peele                                            |
| Scénaristes                    |                                               | Mark Kruger                           | Turi Meyer                       |                                                         |
| Scénaristes                    |                                               |                                       | Win Rosenfeld                    | Nia DaCosta                                             |
| Musique                        | Philip Glass                                  | Philip Glass                          | Adam Gorgoni                     | Robert A. A. Lowe                                       |
| Photographie                   | Anthony B. Richmond                           | Tobias A. Schliessler                 | Michael G. Wojciechowski         | John Guleserian                                         |
| Producteurs                    | Steve GolinAlan Poul (en)Sigurjón Sighvatsson | Gregg FienbergSigurjón Sighvatsson    | Al SeptienWilliam Stuart         | Jordan PeeleWin RosenfeldIan Cooper                     |
| Budget                         | 8 000 000 $                                   | NC                                    | NC                               | NC                                                      |
| Sociétés de production         | Propaganda FilmsPolyGram Filmed Entertainment | Lava Productions                      | Artisan Entertainment            | Metro-Goldwyn-Mayer Bron Creative Monkeypaw Productions |
| Société de distribution        | TriStar Pictures                              | Gramercy Pictures                     | Artisan Entertainment            | Universal Pictures                                      |
| Dates de sortie États-Unis     | 16 octobre 1992                               | 17 mars 1995                          | 9 juillet 1999                   | 12 juin 2020 Date sujette à modification                |
| Dates de sortie France         | 20 janvier 1993                               | 9 août 1995                           | 17 mai 2000 (vidéo)              | 17 juin 2020 Date sujette à modification                |
| Durée                          | 101 minutes                                   | 95 minutes                            | 93 minutes                       | NC                                                      |
| Genre cinématographique        | horreur                                       | horreur                               | horreur                          | horreur                                                 |

## Distribution
| Personnages                             | Films                                      | Films                             | Films                                 | Films                                   |
| Personnages                             | Candyman (1992)                            | Candyman 2 (1995)                 | Candyman 3 : Le Jour des morts (1999) | Candyman (2021)                         |
| --------------------------------------- | ------------------------------------------ | --------------------------------- | ------------------------------------- | --------------------------------------- |
| Daniel Robitaille Granville T. Candyman | Tony Todd                                  | Tony Todd                         | Tony Todd                             | Tony Todd                               |
| Anthony McCoy                           | Latesha Martin (bébé)Lanesha Martin (bébé) |                                   |                                       | Yahya Abdul-Mateen II                   |
| Helen Lyle                              | Virginia Madsen                            |                                   |                                       | Virginia Madsen (voix)                  |
| Caroline Sullivan                       |                                            | Caroline Barclay                  | Laura Mazur                           |                                         |
| Anne-Marie McCoy                        | Vanessa A. Williams                        |                                   |                                       | Vanessa A. Williams                     |
| Phillip Purcell                         | Michael Culkin                             | Michael Culkin                    |                                       |                                         |
| Trevor Lyle                             | Xander Berkeley                            |                                   |                                       |                                         |
| Bernadette "Bernie" Walsh               | Kasi Lemmons                               |                                   |                                       |                                         |
| Jake                                    | DeJuan Guy                                 |                                   |                                       |                                         |
| Frank Valento                           | Gilbert Lewis                              |                                   |                                       |                                         |
| Stacey                                  | Carolyn Lowery                             |                                   |                                       |                                         |
| Dr. Burke                               | Stanley DeSantis                           |                                   |                                       |                                         |
| Billy                                   | Ted Raimi                                  |                                   |                                       |                                         |
| Archie Walsh                            | Bernard Rose                               |                                   |                                       |                                         |
| Harold                                  | Eric Edwards                               |                                   |                                       |                                         |
| Annie Tarrant                           |                                            | Kelly Rowan                       | Elizabeth Hayes                       |                                         |
| Caroline McKeever                       |                                            | Brianna Blanchard                 | Donna D'Errico                        |                                         |
| le révérend Ellis                       |                                            | Bill Nunn                         |                                       |                                         |
| Ethan Tarrant                           |                                            | William O'Leary                   |                                       |                                         |
| Octavia Tarrant                         |                                            | Veronica Cartwright               |                                       |                                         |
| Honore Thibideaux                       |                                            | Matt Clark                        |                                       |                                         |
| Heyward Sullivan                        |                                            | Randy Oglesby (en)                |                                       |                                         |
| Matthew Ellis                           |                                            | Joshua Gibran Mayweather          |                                       |                                         |
| Ray Levesque                            |                                            | David Gianopoulos                 |                                       |                                         |
| Paul McKeever                           |                                            | Timothy Carhart                   |                                       |                                         |
| Coleman Tarrant                         |                                            | Michael Bergeron                  |                                       |                                         |
| Pam Carver                              |                                            | Fay Hauser                        |                                       |                                         |
| Heyward Sullivan                        |                                            | Randy Oglesby (en)                |                                       |                                         |
| Kingfish                                |                                            | Glen GomezRussell Buchanan (voix) |                                       |                                         |
| Liz                                     |                                            | Clotiel Bordeltier                |                                       |                                         |
| Drew                                    |                                            | George Lemore                     |                                       |                                         |
| M. Jeffries                             |                                            | Ralph Joseph                      |                                       |                                         |
| Clara                                   |                                            | Margaret Howell                   |                                       |                                         |
| David de La Paz                         |                                            |                                   | Nick Corri                            |                                         |
| Jamal Matthews                          |                                            |                                   | Ernie Hudson Jr.                      |                                         |
| Samuel Deacon Kraft                     |                                            |                                   | Wade Williams                         |                                         |
| L. V. Sacco                             |                                            |                                   | Robert O'Reilly                       |                                         |
| Enrique                                 |                                            |                                   | Lombardo Boyar                        |                                         |
| Abuela                                  |                                            |                                   | Lupe Ontiveros                        |                                         |
| Jamie Gold                              |                                            |                                   | Elizabeth Guber                       |                                         |
| Miguel Velasco                          |                                            |                                   | Mark Adair-Rios                       |                                         |
| Lena                                    |                                            |                                   | Rena Riffel                           |                                         |
| Tino                                    |                                            |                                   | Mike Moroff                           |                                         |
| Ornte                                   |                                            |                                   | Chris Van Dahl                        |                                         |
| Tamara                                  |                                            |                                   | Alexia Robinson                       |                                         |
| Fritz                                   |                                            |                                   | Jud Meyers                            |                                         |
| Brianna Cartwright                      |                                            |                                   |                                       | Teyonah ParrisHannah Love Jones (jeune) |
| Finley Stephens                         |                                            |                                   |                                       | Rebecca Spence                          |
| Clive Privler                           |                                            |                                   |                                       | Brian King                              |
| Grady Smith                             |                                            |                                   |                                       | Kyle Kaminsky                           |
| Troy Cartwright                         |                                            |                                   |                                       | Nathan Stewart-Jarrett                  |
| William Burke                           |                                            |                                   |                                       | Colman Domingo                          |
| Danielle Harrington                     |                                            |                                   |                                       | Christiana Clark                        |
| Jameson                                 |                                            |                                   |                                       | Carl Clemons-Hopkins                    |

## Accueil

### Box-office
| Film                           | Année | Recettes au box-office     | Recettes au box-office     | Recettes au box-office     | Nombre d'entrées           | Nombre d'entrées           | Budget                     | Références                 |
| Film                           | Année | États-Unis Canada          | Reste du monde             | Mondial                    | France                     | Île-de-France              | Budget                     | Références                 |
| ------------------------------ | ----- | -------------------------- | -------------------------- | -------------------------- | -------------------------- | -------------------------- | -------------------------- | -------------------------- |
| Candyman                       | 1992  | 25 792 310 $               | NC                         | NC                         | 176 988                    | 74 589                     | 8–9 millions $             | ,                          |
| Candyman 2                     | 1995  | 13 940 383 $               | NC                         | NC                         | 32 982                     | 8 973                      | 13,9 millions $            | ,                          |
| Candyman 3 : Le Jour des morts | 1999  | sorti directement en vidéo | sorti directement en vidéo | sorti directement en vidéo | sorti directement en vidéo | sorti directement en vidéo | sorti directement en vidéo | sorti directement en vidéo |
| Candyman                       | 2021  | À venir                    | À venir                    | À venir                    | À venir                    | À venir                    | À venir                    | [ 5 ]                      |